# Pietà (Malta)
Pietà je malé město na okraji hlavního města Malty Valletty v Centrálním regionu. Jedná se o nejbližší předměstí hlavního města za Florianou. Název je odvozen z italštiny a znamená "milosrdenství".

## Charakteristika města
V Pietě se nachází bývalá maltézská nemocnice sv. Lukáše a také Lékařská fakulta Maltské univerzity. Město leží na pobřeží Středozemního moře. Je zde malá kaple Panny Marie Bolestné ze 17. století, stále využívána k církevním účelům.
Farní kostel byl dokončen v roce 1968. Je zasvěcen Panně Marii Fatimské a využíván dominikány. Ve městě je také situována Kolej sv. Augustina, která náleží augustiniánům.
Z Piety odjíždí trajekty na ostrov Gozo. Na jejím území se nachází vesnička Gwardamangia, sirotčinec sv. Uršulek, vysílač, Vila Gwardamangia, která sloužila jako rezidence britské královně Alžbětě II., když ještě jako princezna pobývala na Maltě v letech 1949 až 1951. Je zde také velký hřbitov Ta' Braxia, kde jsou pochováni vojáci z bojů v první světové válce.
Nachází se zde také sídlo politické strany Národní strany.
Pietà sousedí s Ħamrunem, Msidou a Vallettou.
V roce 2005 zde žilo 3 853 obyvatel.
Pro mnoho maltských obyvatel je Pietà místem narození, protože řada žen chce rodit ve státní nemocnici sv. Lukáše. Narodili se zde také předsedové vlády Lawrence Gonzi a Joseph Muscat.

## Hlavní ulice v Pietě

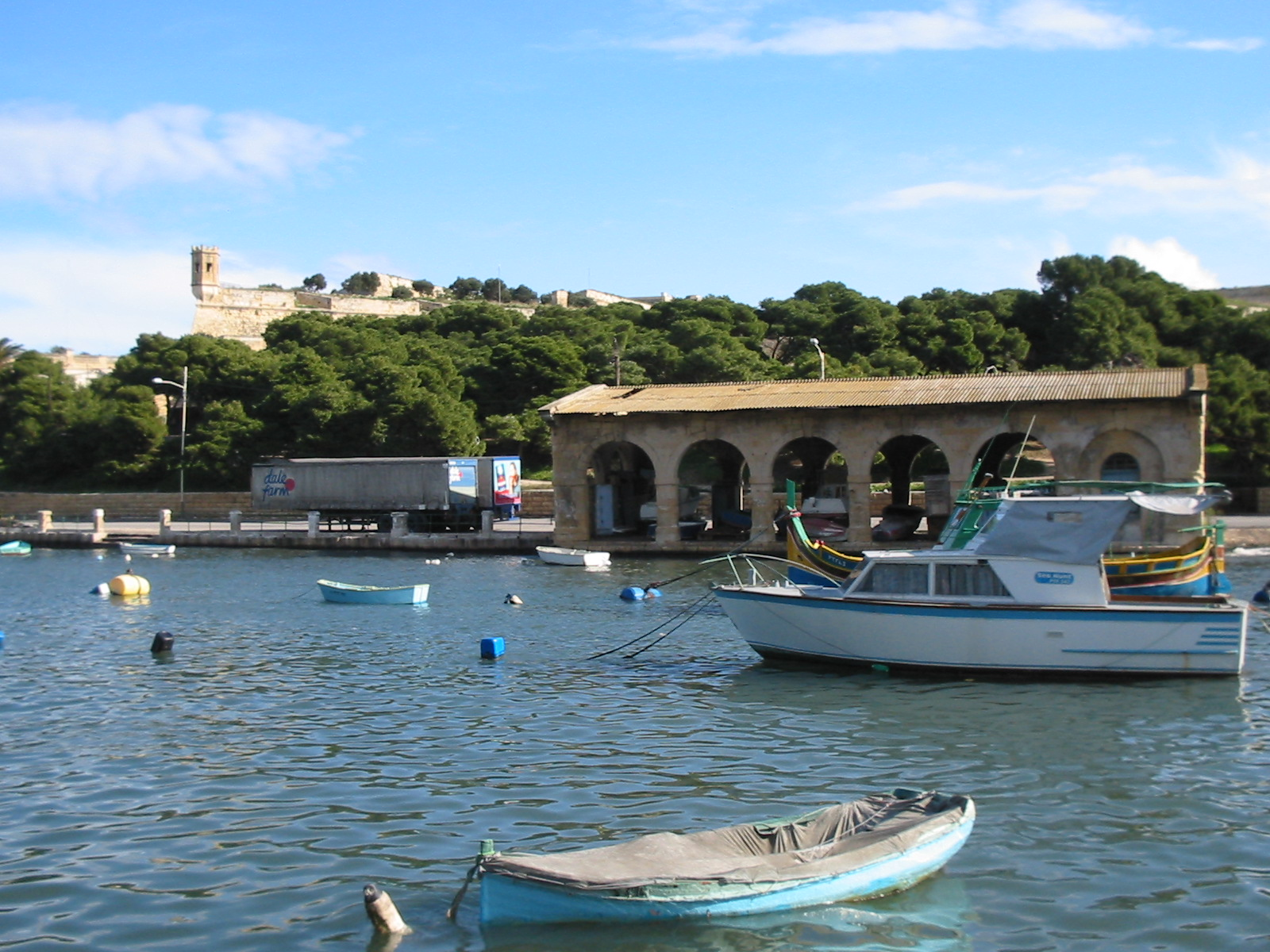
Pieta.

- Misraħ San Luqa (náměstí sv. lukáše)
- Misraħ il-Madonna ta' Fatima (nám. Panny Marie Fatimské)
- Telghet Gwardamangia (hora Gwardamangia)
- Triq ix-Xatt (ul. Marina)
- Triq il-Mimosa (ul. Mimosa)
- Triq San Luqa (ul. sv. Lukáše)
- Triq Santa Monika (ul. sv. Moniky)
- Triq San Guzepp (ul. sv. Josefa)
- Triq id-Duluri (ul. Panny Marie Bolestné)
- Triq Zammit Clapp (ul. Zammita Clappa)
- Triq Hookham Frere (ul. Hookhama Frereho)
- Triq San Girgor (ul. sv. Řehoře)
- Triq is-Sorijiet ta' l-Ursolini (ul. sester Uršulek)
- Sqaq Borton (ulička Borton)